# Bandera de Riudarenes
La bandera oficial de Riudarenes té la descripció següent:
Bandera apaïsada, de proporcions dos d'alt per tres de llarg, bicolor horitzontal verda clara i groga, i amb cinc faixes ondades de quatre crestes, tres de blaves clares i dues de blanques, alternades, cadascuna de gruix 1/12 de l'alçària del drap, el conjunt situat a 1/4 de la vora superior del drap i a 1/4 de la vora inferior del mateix drap.
Va ser aprovada el 25 de març de 2022 pel Ple de l'Ajuntament de Riudarenes, aprovada pel Departament de la Presidència el 14 de juliol de 2022 i publicada en el DOGC el 20 de juliol del 2022 amb el número 8713.
Es basa en l'escut heràldic municipal i n'és una adaptació, ja que s'hi manté el color dels campers primer i quart, situats a la vora superior i inferior del drap respectivament, mentre que l'element dels quarters restants, les faixes ondades, n'ocupa la part central.